# Acosmetura emarginata
Acosmetura emarginata är en insektsart som beskrevs av Liu, Xiangwei 2000. Acosmetura emarginata ingår i släktet Acosmetura och familjen vårtbitare. Inga underarter finns listade i Catalogue of Life.